# Carlos Muñoz Sánchez
Carlos Muñoz Sánchez   (Puente Nacional, 3 de gener de 1934 - Bogotà, 11 de gener de 2016) va ser un actor colombià de cinema, teatre i televisió. Destacat pels mitjans a Colòmbia com l'actor del segle xx.

## Biografia
Els seus primers passos els va donar a la Ràdio Nacional al grup escènic infantil, d'allà va saltar al grup de majors de la Ràdio Nacional al costat del seu pare José Antonio Muñoz participant en les radionovel·les de l'època. El 1954 quan va arribar la televisió a Colòmbia, va ser dels primers a aparèixer en escena.
El 1957 va viatjar a Guatemala per actuar al canal T.G.W com a actor. Va fer representacions artístiques al “Festival Cultural de Antigua Guatemala”. Sis mesos després es va traslladar a Mèxic, on va estar tres anys actuant tant al teatre com a la televisió. El 1960 va tornar a Colòmbia i es va vincular a la televisió a prop d'unes cinc dècades en múltiples papers actorales de les novel·les colombianes. Va representar els actors colombians a diversos festivals cinematogràfics.
L'any 1994 va ser portaveu dels artistes en qualitat de Senador de la Republica al debat al Congrés sobre lleis de seguretat social i reestructuració de la televisió. Posteriorment va ser membre de la Comissió Nacional de Televisió entre 1995 i 1999.
Els seus últim treballs en la televisió colombiana van ser com a actor a les sèries de televisió ¿DóndeCarajos está Umaña? i Casa de Reinas, com a assessor i veu institucional del Canal Uno fins a l'any 2015.

## Causes de la seva mort
Després de rigorosos exàmens, Muñoz va ser intervingut quirúrgicament per una hèrnia hiatal que li va afectar els pulmons i l'estómac. No obstant això, el procediment es va complicar. En la seva hospitalització, un bacteri va afectar un dels seus pulmons. L'artista va haver de romandre sota pronòstic reservat durant alguns dies. Va morir després de complicacions l'11 de gener del 2016.

## Premis i Nominacions

### Premis Índia Catalina
| Any  | Categoria                             | Telenovel·la o sèrie               | Resultat |
| ---- | ------------------------------------- | ---------------------------------- | -------- |
| 2015 | Premi Víctor Nieto a tota una vida    | Premi Víctor Nieto a tota una vida |          |
| 2013 | Millor actor de repartiment           | ¿DóndeCarajos está Umaña?          |          |
| 2001 | Millor actor del segle                | Millor actor del segle             |          |
| 1994 | Millor actor protagonista / Principal | La fuerza del poder                |          |
| 1988 | Millor actor protagonista / Principal | San Tropel                         |          |
| 1984 | Millor actor protagonista / Principal | Perosigo Siendo el Rey             |          |

### Premis TV i novel·les
| Any  | Categoria                                   | Telenovel·la o Sèrie      | Resultat |
| ---- | ------------------------------------------- | ------------------------- | -------- |
| 2013 | Millor Actor de Repartiment de Telenovel·la | ¿DóndeCarajos está Umaña? |          |
| 2011 | A tota una vida                             | A tota una vida           |          |
| 2011 | Millor Actor de Repartiment de Telenovel·la | Chepe Fortuna             |          |
| 2000 | Actor del segle                             | Actor del segle           |          |
| 1994 | Millor actor protagonista de telenovel·la   | La fuerza del poder       |          |

### Altres Premis Obtinguts
- 1 APE
- 3 Simón Bolívar
- 2 ONDRA
- 1 Precolombino d'Or (per Actuació en Pel·lícula)
- 1 Noguera d'or
- 2 NEMQUETEBA
- 2 Placa Caragol
- 1 Hétores
- 1 Glòria de la TV
- 1 Ordre Murillo Toro
- 1 Antena
- 1 Moment